# Renate Rott
Renate Rott (* 1. August 1937 in Altrohlau, Tschechoslowakei; † 31. Januar 2025) war eine deutsche Sozialwissenschaftlerin und Hochschullehrerin.

## Leben
Renate Rott bereiste schon in den frühen 1960er Jahren die USA, Ecuador und Mexiko. 1964 begann sie das Studium der Sozialwissenschaften, wobei sie den Schwerpunkt auf Lateinamerika legte. Nach dem Ende ihres Studiums 1972 bereiste sie Indien. Durch ihre Auslandsaufenthalte, insbesondere durch ihre Wahrnehmung der Lage von Frauen durch sexuelle und wirtschaftliche Unterdrückung, wuchs ihr Interesse am Feminismus.
1973 wurde Rott an der Freien Universität Berlin mit der Dissertation Die mexikanische Gewerkschaftsbewegung. Eine Untersuchung ihrer Entstehung und Entwicklung unter besonderer Berücksichtigung der abhängigen Industrialisierung promoviert. Sie habilitierte sich 1978 mit der Schrift Industrialisierung und Arbeitsmarkt. Aspekte der sozioökonomischen Entwicklung der Arbeits- und Gewerkschaftspolitik in Kolumbien und Mexiko.
1980 erhielt sie die zweite Professur für Soziologie am Lateinamerika-Institut der Freien Universität Berlin. Der Schwerpunkt ihrer Forschung und Lehre lag in der Frauenforschung, ein weiterer im Arbeitsmarkt und der gewerkschaftlichen Entwicklung des brasilianischen Nordostens, so in Ceará. 2002 wurde sie emeritiert. Im selben Jahr wurde sie für ihr Lebenswerk und insbesondere die wissenschaftliche Förderung und Betreuung von Nachwuchswissenschaftlerinnen mit dem Margherita-von-Brentano-Preis ausgezeichnet.

## Schriften
- Die mexikanische Gewerkschaftsbewegung. Eine Untersuchung ihrer Entstehung und Entwicklung unter besonderer Berücksichtigung der abhängigen Industrialisierung. Scriptor-Verlag, Kronberg (Taunus) 1975 (zugl. Diss.)
- Kleinbauern im Transformationsprozess des Agrarsektors. Das mexikanische Beispiel. Breitenbach, Saarbrücken 1978
- Industrialisierung und Arbeitsmarkt. Aspekte der sozioökonomischen Entwicklung der Arbeits- und Gewerkschaftspolitik in Kolumbien und Mexiko. Hain, Königstein/Taunus 1979
- Der brasilianische Nordosten: 1964–1980. esprint-Verlag, Heidelberg 1981.
- Arbeit, Produktionsweisen und Arbeitsmarkt. 2 Fallstudien aus Kolumbien und Mexiko. Breitenbach, Saarbrücken 1982.